# 弓削大成
弓削 大成（ゆげ の おおなり、生没年不詳）は、奈良時代後期の貴族。姓は宿禰。官位は従五位上・西市正。

## 経歴
画師の弓削大成という人物が、天平勝宝4年（752年）閏3月の東大寺の充厨子彩色帳に、「第一厨子、花厳宗、充弓削大成」とあり、抹消されている。以下の弓削大成と同一人物ではないか、とも言われている。
称徳朝の天平神護3年（767年）、神護景雲改元直前の叙位で建部人上の後任の因幡掾に就任。その後、神護景雲3年（769年）、天皇の西大寺行幸にともなう叙位で従五位上に昇叙、同年の任官で、信濃員外介に任命される。同僚の信濃介は前年に任命された学者の濃宜水通。
それからしばらく記録には登場しないが、道鏡失脚後も政界で生き延びることができたらしく、延暦4年（785年）、従五位上のまま、西市正となる。

## 官歴
『続日本紀』による。
- 時期不詳：従五位下
- 天平神護3年（767年）8月11日：因幡掾
- 神護景雲3年（769年）4月23日：従五位上。8月19日：信濃員外介
- 延暦4年（785年）正月27日：西市正